# Eledone moschata
Il moscardino (Eledone moschata (Lamarck, 1798) è un mollusco cefalopode appartenente alla famiglia Eledonidae.

## Descrizione
Simile al polpo, presenta una testa più piccola del corpo con occhi sporgenti. Le otto braccia hanno una sola fila di ventose. Colorazione grigio-bruna. Lunghezza media: 15–20 cm.